# Nymphaea tenuinervia
Nymphaea tenuinervia ist eine Seerosenart, die in Kolumbien, Guyana und Brasilien heimisch ist.

## Beschreibung

### Vegetative Merkmale
Nymphaea tenuinervia ist eine krautige Wasserpflanze mit eiförmigem Rhizom, welches während der gesamten Vegetationsperiode Ausläufer ausbilden kann. Die herz- bis eiförmigen Blätter sind fest und ganzrandig. Die Blattspreite ist 21 cm lang und 19 cm breit. Die abaxiale Blattoberfläche weist längliche, runde, kleine, schwarze Flecken auf, die entlang ihrer Längsachse zur Mitte der Blattspreite hin gerichtet sind. Der Blattstiel trägt an seinem oberen Ende nach unten gerichtete Trichome. Das Blatt trägt charakteristische gegabelte (Y-förmige) Trichoskleriden in der Mesophyllschicht des Blattes.

### Generative Eigenschaften

Anisol ist der Hauptbestandteil des Blütendufts von Nymphaea tenuinervia

Nymphaea tenuinervia hat protogyne Blüten mit nächtlicher Anthese. Der Blütenduft wurde als lösungsmittelartig beschrieben. Er besteht in erster Linie aus Anisol, aber auch aus deutlich geringeren Mengen an (Methoxymethyl)benzol und Butylacetat. Die eiförmigen, granulösen, pilösen Samen weisen Trichome auf, die in durchgehenden Längslinien angeordnet sind.

## Zytologie
Die diploide Chromosomenzahl beträgt 2n = 20. Der Chromosomensatz besteht aus 8 großen und 12 kleineren Chromosomen.

## Reproduktion

### Vegetative Vermehrung
In den meisten Populationen spielt die vegetative Vermehrung durch Stolonen eine wichtige Rolle bei der Fortpflanzung. Proliferierede Pseudanthien sind nicht vorhanden.

### Generative Vermehrung
Autogamie wurde bei dieser Art nicht beobachtet, daher ist diese Art bei der generative Vermehrung wahrscheinlich auf Fremdbestäubung angewiesen.

## Taxonomie

### Publikation
Die Art wurde im Jahre 1878 von Robert Caspary beschrieben.

### Typusexemplar
Das Typusexemplar wurde im April 1819 in der Nähe von Juazeiro im Fluss St. Francisco in Bahia, Brasilien, gesammelt.

### Position innerhalb von der GattungNymphaea
Sie gehört zur Untergattung Nymphaea subg. Hydrocallis.

### Orthographische Varianten
In der Originalbeschreibung wurde sie zunächst als Nymphaea tenuinervia bezeichnet. In anderen Teilen der Veröffentlichung wird sie jedoch als Nymphaea tenerinervia geschrieben. Nymphaea tenerinervia Casp. ist eine orthografische Variante von Nymphaea tenuinervia Casp.

### Synonyme
Nymphaea pulchella Lehm. ex Casp. ist ein Synonym von Nymphaea tenuinervia.

## Etymologie
Das spezifische Epitheton tenuinervia setzt sich aus zwei Teilen zusammen. Der erste Teil tenui- bedeutet dünn oder schlank, und -nervia bedeutet Adern oder Nerven. Zusammen bedeutet es feinnervig.

## Ökologie

### Lebensraum
In Brasilien kommt sie in den aquatischen Habitaten im Amazonas-Regenwald, in der zentralbrasilianischen Savanne und im atlantischen Regenwald vor.

### Bestäubung
Als Bestäuber von Nymphaea tenuinervia werden Käfer vermutet.